# Carl Axel Mannerskantz
Karl Axel Mannerskantz, född 27 november 1809 på Värnanäs herrgård, Halltorps socken, Södra Möre härad, Kalmar län, död där 5 januari 1888, var en svensk politiker, riksdagsman och andra kammarens vice talman.

## Biografi
Vid sin fars död blev Carl Axel Mannerskantz, åtta år gammal, ägare till Värnanäs egendom. Värnanäs var med sina 1 700 hektar det största godset i Småland. Gårdens arbetsstyrka omfattade femhundra personer. Vid sidan av jord- och skogsbruket ingick ett tegelbruk samt ett båtvarv.
Karl Axel Mannerskantz utnämndes 1827 till underlöjtnant vid Vendes artilleriregemente, lämnade 1848 detta som kapten och kvarstod som kapten i armén till 1856. Offentliga förtroendeposter i hemorten och fullföljandet av ett redan börjat deltagande i riksdagsförhandlingarna sysselsatte honom därefter under hans krafts dagar. Hustrun Caroline bar i hög grad ansvaret för skötseln av godset åren 1847–1883.
Mannerskantz var medlem av ridderskapet och adeln vid de nio sista ståndsriksdagarna, var 1867–72 ledamot och vice talman i riksdagens andra kammare samt tillhörde därefter, som ett av södra Kalmar läns ombud, första kammaren från september 1872 till september 1883, då han trädde tillbaka ur det offentliga livet. Alltifrån den första riksdag Mannerskantz bevistade (1840–41) t. o. m. riksdagen 1870 var han ledamot av bankoutskottet (utom vid riksdagen 1862–63), han tillhörde 1873–78 konstitutionsutskottet samt var 1875 och 1878 ledamot av särskilda utskottet för försvarsfrågans handläggning. Bank- och penningväsendets trygghet, representationsreformen samt försvarets stärkande och ordnande på grundvalen av allmän värnplikt var de frågor, åt vilka han som riksdagsman ivrigast ägnade sin uppmärksamhet. Till sin politiska läggning var Mannerskantz närmast högerliberal. Sina åsikter i försvarsfrågan uttalade han, utom vid riksdagen, även i broschyren Ett ord för dagen om försvaret af en gammal värnpligtsvän (1877). 
Mannerskantz var ledamot av 1858 års kommitté för utredande av Sveriges ekonomiska och finansiella ställning samt av 1867 års fästningskommitté. 1863 och 1864 var han ledamot av Kalmar läns odelade landsting och 1865–83 av dess södra. Med undantag av 1871 (han var då ej vid tinget närvarande) var han till och med 1878 sistnämnda landstings ordförande och fungerade 1879–81 som tingets vice ordförande. Som medlem av Kalmar läns södra hushållningssällskaps förvaltningsutskott och sällskapets ordförande under en lång följd av år (t.o.m. 1883) utövade Mannerskantz en gagnande verksamhet till jordbrukets fromma. Han blev 1856 ledamot och 1875 hedersledamot av Lantbruksakademien.
Mannerskantz var son till den 1802 adlade och av Nils Mannerskantz adopterade Karl Råbergh (född 1747, död 1817 på Värnanäs i Halltorps socken, Kalmar län, som avskedad major) och Anna Charlotta von Arbin (1776–1849). Carl Axel Mannerskantz var från 1847 gift med Agneta Carolina Ulrika Anckarsvärd (1821–1902), dotter till greve Johan August Anckarsvärd.